# Гарборг, Арне
А́рне Га́рборг (норв. Arne Garborg; 25 января 1851, Тиме — 14 января 1924, Аскер) — норвежский писатель. Активно пропагандировал новый норвежский язык, писал на нём прозу и поэзию (Haugtussa, 1895). 

## Биография
Родился в небогатой крестьянской семье, был одним из восьми детей. Его отец испытывал серьёзный кризис веры и в 1870 году покончил жизнь самоубийством. Первоначально Гарборг некоторое время был учителем, затем занимался журналистикой (с 1872 года издавал газету «Tvedestrandsposten») и был пиетистом, но впоследствии перешёл в лагерь «свободомыслящих» и начал в 1877 году издавать газету «Fedraheimen» (Родина) либеральной, патриотической и анархической направленности, которую возглавлял до 1892 года; в 1894 году основал газету «Den 17de Mai». Был известен как активный сторонник создания чисто норвежского литературного языка, основанного на народных диалектах (нынешний нюношк), а также как общественный деятель, предложивший собственные проекты реформ во многих сферах общественной жизни. С 1897 года вместе с супругой жил в так называемой «долине художников» в Аскере.
На протяжении жизни имел сложные отношения с религией, долгое время был атеистом, но в последние годы жизни вернулся к религии.
Как писатель долго находился под влиянием Адама Готлоба Эленшлегера и романтической школы и потом только выработал себе чисто импрессионистскую манеру, раздробляя общие жизненные впечатления в ряде отдельных, рисуемых с замечательной точностью картин. С одинаковым беспристрастием воспроизводил отрадное и прискорбное, красивое и уродливое. Отличался также чутким пониманием природы, придающим поэтичность его произведениям. Первые его романы появились в начале 1880-х годов: «Fritenkjar» (Вольнодумец, 1881) и «Bondestudentar» (Крестьяне-студенты, 1883). Эти сочинения были посвящены проблемам взаимоотношения города и деревни, быту крестьянства и трудному процессу формирования норвежской интеллигенции. В романах «Ungdom» («Юность») и «Mannfolk» («Мужчины», 1880) показана жизнь норвежской богемы конца XIX века.
Гарборг оказал сильное влияние на молодую немецкую литературу своего времени, в лице Арно Хольца и других «модернистов», начавших с увлечения крайним натурализмом. Главнейшие произведения — «Усталые души» («Trætte Mænd») и «У мамы».